# Meudon
Meudon är en kommun i departementet Hauts-de-Seine i regionen Île-de-France i norra Frankrike. Kommunen är chef-lieu över två kantoner som tillhör arrondissementet Boulogne-Billancourt. År 2022 hade Meudon 46 722 invånare.
Meudon är en närförort till Paris, belägen söder om den punkt där Seine rundar Boulogne några kilometer sydväst om Paris innerstad.

## Historia
Arkeologiska lämningar visar att det funnits bosättningar inom området där Meudon ligger sedan bondestenåldern. Gallerna kallade området Mole-Dum och romarna Moldunum. Under medeltiden bestod Meudon mest av jordbruksmark för vin och spannmålsproduktion. Efter hand byggdes också kyrkor, kloster och två slott. 
År 1551 blev författaren Francois Rabelais kyrkoherde i en församling i kommunen. Ett mindre torg är idag uppkallat efter författaren.
Kronprinsen Ludvig av Frankrike (Le grand dauphin) lät kring sekelskiftet 1700 bygga ut slottet i Meudon till ett praktfullt barockslott med en mycket vidsträckt parkanläggning. Slottet brann ner 1871 och på dess plats byggdes ett astronomiskt observatorium som idag ingår i Paris Observatorium. Delar av slottets parkanläggning bland annat innefattande en stor terrass med utsikt över Paris och ett orangeri finns kvar idag och är öppet för besökare.
1893 flyttade konstnären Auguste Rodin till la villa des Brillant i Meudon där han hade sin ateljé och också ligger begravd. Efter konstnärens död har fastigheten blivit en del av Rodinmuseet.

## Befolkningsutveckling
Antalet invånare i kommunen Meudon
| Referens: INSEE |